# تپه لیژه میر علی خانی
تپه لیژه میر علی خانی در شهرستان خرم آّباد، بخش دوره چگنی، دهستان تشکن، ۱ کیلومتری جنوب غربی روستای کریه ۲ واقع شده و این اثر در تاریخ ۲۲ اسفند ۱۳۸۵ با شمارهٔ ثبت ۱۸۱۶۳ به‌عنوان یکی از آثار ملی ایران به ثبت رسیده است.